# Tebucky Jones
Tebucky Shermain Jones (New Britain, 6 ottobre 1976) è un ex giocatore di football americano statunitense che ha militato nel ruolo di safety nella National Football League (NFL).

## Biografia
Dopo avere giocato al college alla Syracuse University, Jones fu scelto come 22º assoluto nel Draft NFL 1998 dai New England Patriots. Vi giocò per cinque stagioni, vincendo il Super Bowl XXXVI nel 2001 contro i St. Louis Rams. Nel 2003 passò ai New Orleans Saints con cui l'anno successivo mise a segno un primato personale di 101 tackle. Dopo avere disputato sei partite nel 2005 coi Miami Dolphins, chiuse la carriera facendo ritorno nella pre-stagione 2006 ai Patriots, venendo svincolato prima dell'avvio delle gare ufficiali.

## Palmarès

### Franchigia
- Super Bowl : 1

New England Patriots: XXXVI
- American Football Conference Championship: 1

New England Patriots: 2001

## Statistiche
| Tackle     | 420 |
| Sack       | 4,5 |
| Intercetti | 7   |